# 輪ヶ渕橋
輪ヶ渕橋（わがふちはし）は、福島県本宮市と郡山市に跨る道路橋である。

## 概要
- 全長：139.0m
  - 主径間：53.0m
- 幅員：6.0（11.0）m
- 形式：3径間鋼連続鈑桁橋
- 1998年度

本宮市と郡山市の境をなす一級水系阿武隈川水系五百川を渡り、福島県道357号岩根日和田線を通す。北詰は本宮市岩根字輪ヶ渕に位置し、北側の十字路が当路線の起点である。南詰は郡山市喜久田町前田沢字西赤津に位置する。橋上は上下対向2車線で供用され、上り線側に幅員3.5mの広い歩道が設置されている。

## 沿革
- 1560年頃 - 当地に国分六左衛門により岩色堰が築かれる。
- 1932年 - 国の農村振興土木事業により現在の岩色堰が建設される。1934年に岩色堰の碑が建立された。
- 1935年 - 先代の橋梁が建設される。たもとには竣工を記念し架替に至る経緯や関係者の功績を刻んだ千載永頼の碑が建立された。
  - 全長：38.9m
    - 主径間：27.2m

  - 形式：上路式RCオープンスパンドレルアーチ橋[1]
  - 北緯37度28分43.1秒 東経140度20分16秒 / 北緯37.478639度 東経140.33778度
- 1998年度 - 従来の橋梁の老朽化に加え、幅員が狭小で周囲の線形も悪く、大型車の片側交互通行が強いられていたことから上流側にバイパスの整備が行われ、現在の橋梁が完成した。橋梁の総工費は5億5400万円[2]。旧橋梁は橋の前後に車止めが設置され、歩行者道に改修された。従来の欄干は老朽化が進んでいたことから新しいものに替えられており、往年の姿とは異なる。